# Cesty domů
Cesty domů jsou český rodinný televizní seriál režiséra Jiřího Adamce z let 2010–2015 natáčený pro televizi Prima.

## Obsazení

### Hlavní postavy
| Alois Švehlík                | doc. MUDr. Rudolf Bernát, CSc. - primář kardiochirurgie                                    |
| Jitka Smutná                 | Ludmila „Lída“ Bernátová - 1. manželka Rudolfa                                             |
| Jana Janěková                | doc. MUDr. Blanka Bernátová, CSc. - 2. manželka Rudolfa                                    |
| Pavla Vitázková              | MUDr. Soňa Mašková (dříve: Bernátová) - dcera Rudolfa a Lídy                               |
| Jan Zadražil                 | MUDr. Richard Bernát - syn Rudolfa a Lídy                                                  |
| Viktor Limr                  | Martin Kosík - biologický syn Rudolfa, bývalý fotbalista                                   |
| Petra Horváthová             | Vendula Bernátová - dcera Rudolfa a Lídy                                                   |
| Miroslav Etzler              | kpt. JUDr. Jan Mašek - manžel Soni, vyšetřovatel na kriminálce v Hradišti                  |
| Stanislav Havrda             | Jonáš Mašek - syn Jana a Soni                                                              |
| Richard Mašata/ Matyáš Leier | Ivan Mašek - syn Jana a Soni                                                               |
| Martin Kraus                 | MUDr. Daniel „Dan“ Pánek - biologický syn Jana                                             |
| Tereza Kostková              | Barbora Vítková - partnerka Jana                                                           |
| Tereza Švejdová              | Dorota Ryndlová - dcera Barbory                                                            |
| Vladana Drvotová             | Sylva Vítková - sestra Barbory                                                             |
| Kamila Špráchalová           | Kateřina Bernátová (dříve: Průchová) - manželka Richarda                                   |
| Adam Mišík                   | Ondřej Dvořák - biologický syn Kateřiny                                                    |
| Ladislav Potměšil            | MUDr. Petr Kosík - nevlastní otec Martina                                                  |
| Simona Postlerová            | Patricie „Pacina“ Kosíková (dříve: Štroblová) - manželka Petra                             |
| Petr Konáš                   | MUDr. Šimon Kosík - syn Petra                                                              |
| Klára Jandová                | Helena Kosíková (dříve: Zemanová) - manželka Martina                                       |
| Taťjana Medvecká             | Jarmila Zemanová - matka Heleny                                                            |
| Jan Dolanský                 | Ing. Roman Hamzík - podnikatel, milenec Soni                                               |
| Lucie Štěpánková             | Karolína Hamzíková - manželka Romana                                                       |
| Carmen Mayerová              | Anastázie Pánková - babička Daniela                                                        |
| Igor Bareš                   | Ing. Jiří Pánek - nevlastní otec Daniela a exmanžel Ivany                                  |
| Linda Rybová                 | JUDr. Ivana Pánková - matka Daniela a státní zástupkyně                                    |
| Vendulka Křížová             | Mgr. Zlata Pánková (dříve: Šebová) - manželka Jiřího, vrchní sestra v nemocnici v Hradišti |

### Vedlejší postavy
| Ladislav Hampl       | MUDr. Jakub Vencl - kardiochirurg v nemocnici v Hradišti                                                            |
| Iva Kubelková        | MUDr. Alice Dvořáková - kardiochirurg v nemocnici v Hradišti                                                        |
| Miroslav Šimůnek     | MUDr. Marek Douda - anesteziolog v nemocnici v Hradišti                                                             |
| Vladimír Kratina     | MUDr. Aleš Dvořák - otec Alice a ředitel nemocnice v Hradišti                                                       |
| Lumír Olšovský       | MUDr. Ludvík Kružík - onkolog v nemocnici v Hradišti                                                                |
| Lenka Vlasáková      | MUDr. Valerie Černá - primářka onkologie v nemocnici v Hradišti, partnerka Daniela Pánka a exmanželka Marka Černého |
| Filip Blažek         | npor. Marek Černý - exmanžel Valerie, bývalý policista                                                              |
| Ladislav Frej        | plk. JUDr. Kristián Černý - otec Marka Černého                                                                      |
| Pavel Soukup         | kpt. Mgr. Robert Vejnar - kolega a nejlepší kamarád Jana                                                            |
| Miluše Šplechtová    | mjr. JUDr. Ing. Míla Jírová - šéfová kriminálky v Hradišti                                                          |
| Jan Vlasák           | mjr. JUDr. Mojmír Soudek - nadřízený a partner Míly                                                                 |
| Martin Písařík       | kpt. Mgr. Tomáš Hlaváček - vyšetřovatel na kriminálce v Hradišti                                                    |
| Igor Chmela          | kpt. Ing. Dalibor Dušek - vyšetřovatel na kriminálce v Hradišti                                                     |
| Kristýna Leichtová   | por. Mgr. Tereza Sluková - vyšetřovatelka na kriminálce v Hradišti                                                  |
| Kateřina Hrachovcová | por. Mgr. Květa Kučerová - vyšetřovatelka na kriminálce v Hradišti                                                  |
| David Reiner         | por. Bc. František Klecánek - bývalý vyšetřovatel na kriminálce v Hradišti                                          |
| Rostislav Novák st.  | Vladimír Sluka - otec Terezy a Kryštofa                                                                             |
| Rostislav Novák      | Kryštof Sluka - bratr Terezy a kriminálník                                                                          |
| Michaela Maurerová   | Lenka Sluková - manželka Kryštofa                                                                                   |
| Jana Boušková        | Vlasta Sluková - matka Terezy a Kryštofa                                                                            |
| Filip Čapka          | Svatopluk „Sváťa“ Pech - manžel Dalibora                                                                            |
| Jana Janěková ml.    | MUDr. Veronika Dušková - exmanželka Dalibora                                                                        |
| Vincent Navrátil     | Michal Dušek - syn Dalibora a Veroniky                                                                              |
| Veronika Jeníková    | Alžběta „Bety“ Kopecká - partnerka Roberta Vejnara, hostinská                                                       |
| Petr Kostka          | JUDr. Josef Hlaváček - otec Tomáše a bývalý státní zástupce                                                         |
| Roman Štabrňák       | JUDr. Petr Hvízdal - vrchní státní zástupce                                                                         |
| Alexej Pyško         | pplk. Karel Mladý - příslušník GIBS                                                                                 |
| Markéta Děrgelová    | JUDr. Klára Mladá - neteř Karla Mladého                                                                             |
| Veronika Freimanová  | JUDr. Simona Kenigrová - matka Valerie a soudkyně                                                                   |
| Markéta Hrubešová    | Mariana Čermáková - dcera Simony                                                                                    |
| Pavel Kříž           | MUDr. Oskar Čermák - manžel Mariany                                                                                 |
| Roman Zach           | JUDr. Hynek Kenigr - syn Simony                                                                                     |
| Radúz Mácha          | ppor. Jaroslav Kenigr - syn Simony                                                                                  |
| Marie Doležalová     | Alena Brázdová - partnerka Jaroslava                                                                                |
| Josef Nedorost       | Lubomír Brázda - otec Aleny Brázdové                                                                                |
| Hana Ševčíková       | Martina Neumannová - sestra Jakuba                                                                                  |
| Jaroslava Brousková  | Marie Venclová - matka Jakuba                                                                                       |
| Kristýna Janáčková   | Eva Venclová (dříve: Janáková) - manželka Jakuba                                                                    |
| Miloslav Tichý       | Filip Janák - bratr Evy                                                                                             |
| Petr Štěpánek        | Ing. Václav Janák - otec Evy a Filipa                                                                               |
| Kateřina Brožová     | Helena Šeborová - bývalá snoubenka Václava Janáka                                                                   |
| Pavel Řezníček       | Marcel Ryndl - expartner Barbory                                                                                    |
| Lucie Černíková      | Berenika Ryndlová - manželka Marcela                                                                                |
| Adam Novák           | Lukáš Brychta - partner Sylvy                                                                                       |
| Barbora Seidlová     | Anna Juklová - učitelka na škole v Hradišti                                                                         |
| Dana Batulková       | Dagmar Juklová - matka Anny a zdravotní sestra v nemocnici v Hradišti                                               |

## Zajímavosti
- Seriál se natáčel konkrétně na Praze 6, ve věznicích, nemocnicích, vilách a v interiérových i exteriérových prostředích.
- Miroslav Etzler se uprostřed natáčení sblížil s Radkou Pavlovčinovou, i když byl v té době ženatý s Vilmou Cibulkovou.
- Během natáčení si zde zahrálo 800 herců, zemřelo 20 postav, 8 seriálových párů se vzalo, zničilo se 50 telefonů a dvě auta, při každé scéně bylo v ateliéru nataženo přes 150 metrů kabelů.
- V seriálové hospodě, vytvořené v ateliéru, se vypilo 1 000 litrů nealkoholického piva, 15 000 šálků kávy, whisky se při natáčení nahrazovala černým čajem a víno jablečným džusem.
- V seriálu si zahrála i československá fotbalová legenda Antonín Panenka, mistr Evropy z Jugoslávie 1976 a poprvé před kamerou hrál Pavel Soukup se svou dcerou Patricií a jejich postavy jsou stejně jako ve skutečném životě otec a dcera.
- Produkčně nejnáročnější scénou v seriálu byla sekvence výbuchu auta z 29. epizody první série, u které režisér znejistěl ohledně využití kaskadéra namísto Jana Dolanského. Ten požádal, aby mu pyrotechnici předvedli zkušební výbuch. Tato scéna, která v seriálu trvá jen několik vteřin, se připravovala a točila několik hodin.

## Přehled řad
- V letech 2010 až 2013 bylo natočeno a odvysíláno celkem 233 dílů a vysílání dále pokračovalo i v letech 2014 a 2015.

| Řada | Díly | Premiéra v ČR  | Premiéra v ČR      |
| Řada | Díly | První díl      | Poslední díl       |
| ---- | ---- | -------------- | ------------------ |
| 1    | 25   | 18. září 2010  | 13. prosince 2010  |
| 2    | 38   | 7. února 2011  | 15. června 2011    |
| 3    | 30   | 7. září 2011   | 19. prosince 2011  |
| 4    | 37   | 6. února 2012  | 13. června 2012    |
| 5    | 28   | 27. srpna 2012 | 28. listopadu 2012 |
| 6    | 38   | 4. února 2013  | 12. června 2013    |
| 7    | 36   | 19. srpna 2013 | 18. prosince 2013  |
| 8    | 44   | 13. ledna 2014 | 11. června 2014    |
| 9    |      | 18. srpna 2014 | 17. prosince 2014  |